# باول جي. هاهنيمان
باول جي. هاهنيمان (بالألمانية: Paul G. Hahnemann)‏ (و. 1912 – 1997 م) هو مهندس ألماني، ولد في ستراسبورغ، توفي في ميونخ، عن عمر يناهز 85 عاماً.

## جوائز
حصل على جوائز منها:

وسام الاستحقاق البافاري